# Cossacks: European Wars
Cossacks: European Wars är ett historiskt datorspel inom genren realtidsstrategi som utspelar sig under 1600-talet och 1700-talet. Spelet utvecklades av GSC Game World och kom ut år 2002.

## Resurser
Resurser, det vill säga råvaror är ett mycket centralt begrepp i spelet. Dessa finns av sex huvudsakliga typer: mat, trä, sten, guld, järn och kol. De tre sistnämnda utvinns i gruvor. Mat kan anskaffas på flera olika sätt. Bönder odlar säd på sina åkrar, kör säden till en kvarn och låter mala den till mjöl. Fiskare för sina fångster av färsk fisk till närmaste hamn. Trä erhålls från skog och sten anskaffas ur stenbrott. Den som framställer en resurs kan efteråt lagra den i ett förråd för kommande behov. Resurser kan bytas mot varandra på marknader, men oftast är detta ett inte särskilt lönsamt sätt.

## Enheter
Enheter är ett annat centralt begrepp. En enhet kan sägas vara detsamma som en militär enhet, det vill säga en truppstyrka, och sådana kräver resurser för låta sig anställas. Om en spelare skulle sakna trä och sten, påverkar detta honom inte i särskilt hög grad, förutom att han då inte kan uppföra byggnader och anställa sådana enheter som kräver just trä och sten. Däremot är tillgångar i form av järn och kol mycket viktiga. Vissa enheter är beväpnade med skjutvapen, och sådana kan inte tillverkas utan metall och heller inte utan kol för att kunna smälta malmen till järn och för att efteråt smida järnet. Trupper strider heller inte utan att få ut sin sold i guld, och risken finns att lejda trupper som inte får betalt i tid går över till fienden. Om det uppstår stor brist på mat, kommer enheterna att svälta ihjäl.